# Фарма (филм)
Фарма је југословенски ТВ филм из 1975. године. Режирао га је Александар Мандић, а сценарио је писао Дејвид Стори.

## Улоге
| Глумац            | Улога  |
| ----------------- | ------ |
| Рената Улмански   |        |
| Марко Тодоровић   | Џо     |
| Мирјана Вукојичић | Венди  |
| Неда Спасојевић   | Џени   |
| Радмила Ђурђевић  | Бренда |
| Александар Берчек | Артур  |
| Бранислав Зоговић | Алберт |